# Plemenita osemčlena pot
Plemenita osemčlena pot (sanskrtsko आर्याष्टाङ्गमार्ग, latinizirano: āryāṣṭāṅgamārga), ali (sanskrtsko अष्टसम्यङ्मार्ग, latinizirano: aṣṭasamyaṅmārga) je eno izmed temeljnih učenj Bude, ki ga je opisal kot pot, ki vodi k prenehanju trpljenja, ter kot dosežek samoprebujenja.
Budisti plemenito osemčleno pot uporabljajo za razvijanje vpogleda v pravo naravo pojavov (resničnosti) in za zatiranje pohlepa, sovraštva in zablode. Plemenita osemčlena pot je četrta izmed Budovih štirih plemenitih resnic; prvi element plemenite osemčlene poti pa je razumevanje štirih plemenitih resnic. Plemenita osemčlena pot je znana tudi pod imenom srednja pot.
Vseh osem elementov poti se začne z besedo »pravilen« (sanskrt: samyañc; pali: sammā. Ta beseda označuje dovršitev, skladnost, nerazdružljivost in lahko namiguje tudi na popolnost in idealnost.
V budističnemu simbolizmu plemenito osemčleno pot predstavlja kolo dharme (dharmacakra), kjer osem špic predstavlja osem elementov poti.

## Izvor
Glede na razprave v Pali kanonu theravadske šole in na agame v kitajskem budističnem kanonu je plemenito osemčleno pot ponovno odkril Buda na svojem iskanju razsvetljenja. Besedila opisujejo starodavno pot, ki so ji sledili in jo prakticiral vsi predhodni Bude. Plemenita osemčlena pot je praksa, ki naj bi posameznika, ki jo izvaja, vodila do samoprebujenja in osvoboditve. Pot je Buda učil svojim učencem, da bi ji tudi oni lahko sledili.
Na enak način sem videl starodavno pot, starodavno cesto, ki so jo prepotovali pravilno samoprebujeni iz prejšnjih časov. In kaj je ta starodavna pot, starodavna cesto, ki so jo prepotovali pravilno samoprebujeni iz prejšnjih časov? Prav ta plemenita osmera pot: pravilno razumevanje, pravilen namen, pravilen govor, pravilno delovanje, pravilen način življenja, pravilen trud, pravilno zavedanje in pravilna zbranost ... Sledil sem tej poti. S tem ko sem ji sledil, sem pridobil neposredno znanje o staranju in smrti, neposredno znanje o izvoru staranja in smrti, neposredno znanje o prenehanju staranja in smrti, neposredno znanje o poti, ki vodi do prenehanja staranja in smrti ... Z neposrednim znanjem sem to pot razkril menihom, nunam, moškim laičnim privržencem in ženskim laičnim privrženkam ...— Nagara Sutta
Praksa plemenite osemčlene poti se razlikuje med budističnimi šolami. Glede na šolo jo lahko izvajajo v celoti, samo delno, ali pa je prilagojena. Vsaka budistična linija izvaja pot na način, ki je najbolj koristen za razvoj njihovih učencev.
Vrh tega nekateri viri podajajo alternativne definicije plemenite osemčlene poti. Na primer, Ekottara āgama vsebuje različico učenj o temeljnih doktrinah, kot je na primer plemenita osemčlena pot, ki se razlikujejo od tistih v Pali kanonu.

## Trojna delitev poti
Plemenita osemčlena pot je včasih razdeljena na tri glavne dele, in sicer:
| Delitev                                     | Faktorji poti               | Pridobljeni faktorji           |
| ------------------------------------------- | --------------------------- | ------------------------------ |
| Modrost (sanskrt: prajñā, pali: paññā)      | 1. Pravilno razumevanje     | 9. Vzvišeno pravo znanje       |
| Modrost (sanskrt: prajñā, pali: paññā)      | 2. Pravilen namen           | 10. Vzvišena prava osvoboditev |
| Etično ravnanje (sanskrt: śīla, pali: sīla) | 3. Pravilen govor           |                                |
| Etično ravnanje (sanskrt: śīla, pali: sīla) | 4. Pravilno delovanje       |                                |
| Etično ravnanje (sanskrt: śīla, pali: sīla) | 5. Pravilen način življenja |                                |
| Zbranost (sanskrt in pali: samādhi)         | 6. Pravilen trud            |                                |
| Zbranost (sanskrt in pali: samādhi)         | 7. Pravilno zavedanje       |                                |
| Zbranost (sanskrt in pali: samādhi)         | 8. Pravilna zbranost        |                                |

Ta prikaz se v mahajana budizmu imenuje »tri višja urjenja«: višja moralna disciplina, višja zbranost in višja modrost. Beseda »višje« se tukaj nanaša na dejstvo, da se posamezniki teh urjenj, ki vodijo do osvoboditve in razsvetljenja, lotijo z motivacijo za odpovedovanje ali bodhičitto.

## Praksa
Po mnenju bhikkhuja (sanskrt: »menih«) in učenjaka Walpola Rahula naj bi faktorje plemenite osemčlene poti »razvijali bolj ali manj istočasno in čim bolj temeljito, glede na kapacitete vsakega posameznika. Vsi faktorji so med sabo povezani in vsak pomaga pri gojenju preostalih.« Bhikkhu Bodhi razloži, da »so lahko pri določeni stopnji napredka prisotni vsi faktorji istočasno, vsak pa podpira druge. Vendar je določena mera zaporednosti pri razvijanju poti neizogibna, dokler ne dosežemo prej omenjene stopnje.«
Sodeč po razpravah v Pali kanonu in Kitajskem kanonu so pravilen pogled, pravilen namen, pravilen govor, pravilno delovanje, pravilen način življenja, pravilen trud in pravilno zavedanje podporni in nepogrešljivi elementi prakse prave zbranosti. Razumevanje pravilnega pogleda je pripravljalna vloga, kot tudi predhodnik celotne plemenite osemčlene poti. Zato bi morali najprej razumeti pojmovanje pravilnega pogleda; to razumevanje bo navdihnilo in vzpodbudilo pravi namena. Pravi namen bo vodil do pravilnega govora; ta bo vzpodbudil pravilno delovanje. Pravilno delovanje bo vodilo do pravilnega načina življenja; le-to bo pripeljalo do pravilnega truda, pravilen trud pa nas bo vodil k pravilnemu zavedanju. Budist se mora pravilno truditi, da opusti napačen pogled in da se mu odstre pravilen pogled oz. razumevanje. Pravilno zavedanje uporablja zato, da nenehno vzdržuje pravilen pogled. To mu bo pomagalo pri obvladovanju pohlepa, sovraštva in zablod.
Ko so ti podporni in zahtevani pogoji uveljavljeni, se lahko posameznik lažje loti vadbe prave zbranosti. Med vadbo prave zbranosti bo moral za pomoč uporabiti pravilen trud in pravilno zavedanje. V tem stanju zbranosti bo moral preučiti in preveriti njegovo razumevanje pravilnega pogleda. Zadnji in končni faktor, ki se pojavi kot posledica tega, je pravilna osvoboditev.

## Modrost
»Modrost« (prajñā / paññā), ki jo včasih v pripravljalni vlogi prevajajo tudi kot »razsodnost«, nudi smisel prave usmeritve pri pojmovnem razumevanju resničnosti. Osnovana je tako, da prebudi sposobnost prodornega razumevanja in dojemanja stvari takih, kot so v resnici. Na kasnejši stopnji, ko je posameznikov um že prečiščen s pomočjo urjenja v moralni disciplini in zbranosti in s pomočjo postopne manifestacije pravega znanja, bo modrost dosegla stopnjo vzvišenega pravilnega pogleda in pravilnega namena.

### Pravilen pogled (razumevanje)
Pravilen pogled (samyag-dṛṣṭi / sammā-diṭṭhi) lahko prevedemo tudi kot »pravilna perspektiva«, »pravilno dojemanje« ali »pravilno razumevanje«. Pomeni pravilen način pogleda na življenje, naravo in na svet kot je v resnici. Oseba s pravilnim pogledom razume delovanje resničnosti. Ta faktor za nekatere ljudi deluje kot argument za pričetek vadbe poti. Pravilen pogled razlaga razloge za človeški obstoj, trpljenje, bolezen, staranje, smrt, za obstoj pohlepa, sovraštva in zablode. Preostalih sedem faktorjem poti usmerja in jih naredi učinkovite. Pravilen pogled se začne s pojmi in teoretičnim znanjem, vendar se s pomočjo vadbe prave zbranosti postopoma preoblikuje v modrost, ki je zmožna izkoreniniti umske okove. Razumevanje pravilnega pogleda bo osebo navdihnilo za krepostno življenje v skladu s pravilnim pogledom. V Pali kanonu in v Kitajskem kanonu je pravilen pogled tolmačen na sledeč način:
In kaj je pravilen pogled? Znanje o trpljenju, znanje o izvoru trpljenja, znanje o prenehanju trpljenja, znanje o poti vadbe, ki vodi do porenehanje trpljenja: to se imenuje pravilen pogled.
Obstajata dva tipa pravilnega pogleda:
1. Omadeževan pogled: to je posveten pogled. Omadeževan pogled bo prinesel zasluge in podpiral blagohoten obstoj čutečega bitja v samsaričnemu svetu.
2. Neomadeževan pogled: ta pogled je onstran posvetnega. Je faktor poti, ki bo vodil posameznika k samoprebujenju in k osvoboditvi iz samsare.

Pravilen pogled ima mnogo plati; njegova elementarna oblika je primerna za laike, medtem ko je druga oblika, ki zahteva globlje razumevanje, bolj primerna za redovnike. Običajno vključuje razumevanje sledeče resničnosti:
1. Moralni zakon karme: vsako dejanje (preko telesa, govora ali uma) bo privedlo do karmičnih posledic (oz. reakcij). Dobra in slaba dejanja bodo privedla do rezultatov in učinkov, ki ustrezajo naravi teh dejanj. To je pravilen pogled na moralne procese sveta.
2. Tri karakteristike: vse, kar se pojavi, bo izginilo (minljivost). Minljivost umskih in telesnih pojavov, vir trpljenja in  ne-jaz.
3. Trpljenje: Rojstvo, staranje, bolezen, smrt, žalost, žalovanje, bolečina, gorje, stiska in obup so trpljenje. Neizpolnjene želje so tudi trpljenje. Pojav hrepenenja je neposreden vzrok pojava trpljenja, prenehanje hrepenenja pa hkrati privede do prenehanja trpljenja. Nevednost je temeljni vzrok za trpljenje, odstranitev nevednosti pa je temeljni vzrok prenehanja trpljenja. Pot, ki vodi k prenehanju trpljenja je plemenita osemčlena pot.[23] Ta vrsta pravilnega pogleda je razložena v štirih plemenitih resnicah.

Pravilen pogled za redovnike je podrobno razložen v Sammādiṭṭhi sutti (»Razprava o pravilnem pogledu«), kjer Sariputta daje napotke, da je eden od načinov za doseganje pravilnega pogleda razumevanje dobrega in slabega, štirih hranil, dvanajstih nidan ali treh madežev. »Napačen pogled,« ki izvira iz nevednosti (avidyā) je predpogoj za napačen namen, napačen govor, napačno delovanje, napačen način življenja, napačen trud, napačno zavedanje in napačno zbranost. Posameznik mora uporabiti pravilen trud, da opusti napačen pogled in doseže pravilne pogled. Pravilno zavedanje uporabi, da nenehno ohranja pravilen pogled.
Namen pravilnega pogleda je očistiti pot večine zmede, nerazumevanja in zablojenega mišljenja. Pravilen pogled je orodje za doseganje pravilnega razumevanja resničnosti. Ohranjati bi ga morali s prožnim in odprtim umom, ne da bi se ga oklepali kot dogme. Na ta način pravilen pogled postane pot do osvoboditve, ne pa ovira.

### Pravilen namen
Pravilen namen (samyak-saṃkalpa/sammā sankappa) je znan tudi kot »pravilno mišljenje«, »pravilna namera«, »pravilno pojmovanje«, »pravilna težnja« ali »uporaba lastne volje do spremembe«. Pri tem faktorju bi se moral posameznik nenehno truditi, da se znebi osebnih lastnosti, ki so napačne in nemoralne. Pravo razumevanje pravilnega pogleda mu bo pomagalo zaznati razlike med pravilnim in napačnim namenom. Kitajski in Pali kanon tolmačita to na sledeč način:
In kaj je pravilna namera? Odločiti se za odpoved, za osvobojenost od sovraštva, za neškodljivost: to se imenuje pravilna namera.
To pomeni odpoved posvetnim stvarem in večjo predanost duhovni poti, dobrohotnost in obveza do nenasilja ali biti neškodljiv do drugih živih bitij.

## Etično obnašanje
Da bi bil um lahko poenoten v zbranosti, je nujno da se posameznik izogiba nemoralnih telesnih in govornih dejanj in s tem prepreči, da bi ta dejanja postala orodja za oskrunitev moralnega ravnanja. Etično obnašanje (śīla / sīla) se uporablja predvsem za pospešitev umskega očiščenja.

### Pravilen govor
Pravilen govor (samyag-vāc / sammā-vācā) se pri budistih nanaša na čim bolj krepostno uporabo govora in besed. Pali kanon ga razlaga sledeče:
In kaj je pravilen govor? Vzdržati se laganja, razdiralnega govora, žaljivega govora in praznega klepeta — to je pravilen govor.
Samaññaphala sutta, Kevatta sutta in Cunda kammaraputta sutta razlagajo:
Odpovedujoč se napačnemu govoru... Govori resnico, je zvest resnici, zanesljiv, ni slepar sveta...
Odpovedujoč se razdiralnemu govoru... To kar sliši tukaj ne pove tamkaj, da bi med tukajšnjimi in tamkajšnjimi ljudmi naredil razkol... S tem ko pobota tiste, ki so sprti ali spoji tiste, ki so združeni, ljubi slogo, se radosti v slogi, uživa v slogi, govori to, kar ustvarja slogo...
Odpovedujoč se žaljivemu govoru... Govori besede, ki so blage ušesom, ki so ljubeče, ki sežejo v srce, ki so vljudne in ki so vsem ljudem privlačne in prijetne...

Odpovedujoč se praznemu klepetu... Govori ob pravem času, govori kar je resnično, kar je v soglasju s ciljem, dharmo in vinajo. Govori besede, ki jih je vredno pomniti, ki so primerne, razumne, jedrnate, povezane s ciljem...
Abhaya Sutta dopolnjuje prejšnjo razlago:
Besede za katere Tathagata ve, da so neutemeljene, neresnične, nekoristne (ali nepovezane s ciljem), neljubeznive in neprijetne za druge, ne izreče.
Besede za katere Tathagata ve, da so utemeljene, resnične, nekoristne, neljubeznive in neprijetne za druge, ne izreče.
Besede za katere Tathagata ve, da so utemeljene, resnične, koristne, a hkrati neljubeznive in neprijetne za druge, ve kdaj je primeren čas, da jih izreče.
Besede za katere Tathagata ve, da so neutemeljene, neresnične, nekoristne, vendar ljubeznive in prijetne za druge, ne izreče.
Besede za katere Tathagata ve, da so utemeljene, resnične, nekoristne, vendar ljubeznive in prijetne za druge, ne izreče.

Besede za katere Tathagata ve, da so utemeljene, resnične, koristne in ljubeznive ter prijetne za druge, ve kdaj je primeren čas, da jih izreče. Zakaj je tako? Ker ima Tathagata sočutje do živih bitij.
Če so besede neresnične, nekoristne in izrečene ob neprimernem času, jih budist ne izreče. Na primer, Buda je to upošteval, ko so mu postavili vprašanja metafizične narave, ki niso imela veze s ciljem, potjo ali z disciplino, ki jo je učil. Ko so ga, na primer, vprašali: »Ali je vesolje večno?« se je Buda ognil temi z odgovorom: »To ni koristno [vprašanje].«

### Pravilno delovanje
Pravilno delovanje (samyak-karmānta / sammā-kammanta) lahko prevedemo tudi kot »pravilno ravnanje«. Torej bi se moral posameznik izuriti, da pri svojih dejanjih postane moralno neomajen in se ne obnaša na sprevržen način ter ne povzroča gorja sebi in drugim. Kitajski in Pali kanon to razlagata na sledeč način:
In kaj je pravilno delovanje? Odpoved od jemanja življenja, kraje in od prepovedanega seksa [ali od spolnih pregreh]. To je pravilno delovanje.
In kaj, menihi, je pravilno delovanje? Odpoved od jemanja življenja, odpovedovanje kraji, odpovedovanje [spolni] nečistosti: To, menihi, je pravilno delovanje.
Laični budisti pa najdejo napotke za pravilno delovanje v Cunda kammaraputta sutti:
In kako človek preko telesnih dejanj postane čist na tri načine? Vzemimo za primer nekoga, ki se je odpovedal jemanju življenja, ki se vzdrži jemanja življenja. Njegov... nož je odložen, živi tankovestno, usmiljeno, sočutno in za blagor vseh živih bitij. Odpovedal se je jemanju tistega, kar mu ni dano, vzdrži se jemanja tistega, kar mu ni dano. Ne jemlje, kot tat, stvari v vasi ali v divjini, ki pripadajo drugim in ki mu niso bile dane. Odpovedal se je čutni pregrehi, vzdrži se čutni pregrehi. Spolno se ne zaplete s tistimi, ki jih ščitijo njihove matere, njihovi očetje, njihovi brati, njihove sestre, njihovi sorodniki ali njihova dharma; s tistimi, ki imajo može, ki so prepovedani ali celo s tistimi, ki jih drugi moški okronajo s cvetjem. Tako človek preko telesnih dejanj postane čist na tri načine.
Za redovnike Samaññaphala sutta dodaja:
Odpovedujoč se spolnosti, živi samotno, celibatno življenje in se vzdržuje od seksa, ki je značilnost vaščanov.

### Pravilen način življenja
Pravilen način življenja (samyag-ājīva / sammā-ājīva) pomeni, da budisti naj ne bi opravljali poklicev, ki neposredno ali posredno vodijo do povzročanja gorja drugim živim bitjem. Kitajski in Pali kanon razlagata:
In kaj je pravilen način življenja? Vzemimo za primer učenca plemenitih, ki je opustil nepošten način življenja in je odtlej nadaljeval s pravilnim načinom življenja: to je pravilen način življenja.
Pet vrst poklicev, ki so škodljivi, je:
1. Poslovanje z orožjem: trgovanje z vsemi vrstami orožja ali priprav za ubijanje.
2. Poslovanje z ljudmi: suženjstvo, prostitucija ali trgovina z belim blagom.
3. Poslovanje z mesom: meso se nanaša na trupla bitij po tem, ko so bila ubita. To vključuje gojenje živine za zakol.
4. Poslovanje z opojnimi substancami: izdelava/pridelava ali prodaja opojnih pijač ali drog, ki povzročajo odvisnost.
5. Poslovanje s strupi: proizvajanje ali trgovanje s katerimikoli strupenimi proizvodi namenjeni ubijanju.

## Samadhi: umska disciplina, zbranost, meditacija
Dobeseden prevod besede samādhi  je »zbranost« ali »osredotočenost«. Doseči jo je mogoče z urjenjem v višji zavednosti, kar privede do mirnosti in zbranosti, ki sta potrebni za razvoj prave modrosti s pomočjo neposrednega izkustva.

### Pravilen trud
Pravilen trud (samyag-vyāyāma / sammā-vāyāma) ali »pravilno prizadevanje« je faktor kjer naj bi se posameznik vztrajno trudil opustiti vse napačne in škodljive misli, besede in dejanja. Namesto tega bi se moral truditi (brez pomislekov zaradi težavnosti in utrujenosti), da so njegove misli, besede in dejanja dobra in uporabna zanj in za druge. Kitajski in Pali kanon pravilen trud razlagata tako:
In kaj, menihi, je pravilen trud?
(i) Vzemimo za primer meniha, ki postane želen, si prizadeva, vztraja, vzdržuje in se trudi ohranjati svojo namero zavoljo nepojavljanja zla, neveščih lastnosti, ki se še niso pojavile.
(ii) Postane želen, si prizadeva, vztraja, vztraja, vzdržuje in se trudi ohranjati svojo namero zavoljo opustitve zla, neveščih lastnosti, ki so se pojavile.
(iii) Postane želen, si prizadeva, vztraja, vztraja, vzdržuje in se trudi ohranjati svojo namero zavoljo pojavljanja veščih lastnosti, ki se še niso pojavile.
(iv) Postane želen, si prizadeva, vztraja, vztraja, vzdržuje in se trudi ohranjati svojo namero zaradi ohranjanja, jasnosti, večanja, izobilja, razvijanja in viška veščih lastnosti, ki so se pojavile.

To, menihi, je pravilen trud.
Čeprav je zgornja razlaga namenjena moškim redovnikom, velja tudi za redovnice, lahko pa ji sledijo tudi laiki obeh spolov.
Zgornje štiri faze pravilnega truda pomenijo:
1. Preprečiti omadeževane lastnosti, ki se še niso pojavile v nas.
2. Opustiti omadeževane lastnosti, ki so se že pojavile v nas.
3. Prebuditi čiste lastnosti, ki se še niso pojavile v nas.
4. Ohranjati čiste lastnosti, ki so se že pojavile v nas.

### Pravilno zavedanje
Pravilno zavedanje (samyak-smṛti / sammā-sati) prevajajo tudi kot »pravilen spomin«, »pravilna zavest« ali kot »pravilna pozornost«. Pri tem faktorju naj bi posameznik nenehno ohranjal um pozoren za pojave, ki vplivajo na telo in um. Mora biti pozoren in premišljen ter se truditi, da njegovo ravnanje ali govor ne izvira iz nepozornosti ali iz pozabljivosti. Pali kanon pravilno zavedanje razlago na sledeč način:
In kaj, menihi, je pravilno zavedanje?
(i) Vzemimo za primer meniha, ki ohranja osredotočenost na telo kot tako — goreče, z zavedanjem in s pozornostjo — ter se loči od tuzemskega pohlepa in stiske.
(ii) Osredotoča se na občutke kot take — goreče, z zavedanjem in s pozornostjo — ter se loči od tuzemskega pohlepa in stiske.
(iii) Osredotoča se na um kot tak — goreče, z zavedanjem in s pozornostjo — ter se loči od tuzemskega pohlepa in stiske.
(iv) Osredotoča se na lastnosti uma kot take — goreče, z zavedanjem in s pozornostjo — ter se loči od tuzemskega pohlepa in stiske.

To, menihi, je pravilno zavedanje.
Čeprav so ta navodila namenjena moškim redovnikom, veljajo tudi za redovnice, sledijo pa jim lahko tudi laiki obeh spolov.
Bhikkhu Bodhi, menih iz theravadske tradicije še malo bolj podrobno razloži pojem zavedanja:
Um namerno ohranjamo na nivoju golega zavedanja, odmaknjenega opazovanja stvari, ki se v sedanjem trenutku dogajajo v nas in okrog nas. Pri praksi pravilnega zavedanja naš um urimo, da se nahaja v sedanjosti, da je odprt, miren in buden ter da motri trenutni dogodek. Vse sodbe ali interpretacije moramo odložiti, če pa se pojavijo, jih le opazimo in opustimo.
Maha Satipatthana sutta uči tudi, da z zavestnim opazovanjem teh pojavov s pomočjo neposrednega izkustva začnemo prepoznavati njihovo vznikanje in izginjanje ter tri karakteristike dharme, kar vodi do razvoja vpogleda in do hladnokrvnosti, nenavezanosti in osvobajanja.

### Pravilna zbranost
Pravilna zbranost (samyak-samādhi / sammā-samādhi), kot sanskrtsko in palijsko ime namiguje, je praksa osredotočanja (samādhi). Znana je tudi kot »pravilna meditacija«. Pri tej praksi se meditant osredotoča na izbrani predmet pozornosti dokler ne doseže stanja popolne osredotočenosti in meditativne absorpcije (džhana). Tradicionalno lahko prakso samadhija razvijamo s pomočjo pozornosti na dihanje (anapanasati), vidnih predmetov (kasina) in s ponavljanjem manter. S pomočjo samadhija je mogoče zatreti pet ovir ter vstopiti v stanje džhane. Džhana je orodje namenjeno razvijanju modrosti tako da gojimo vpogled in jo (preko neposrednega spoznavanja) uporabljamo za raziskovanje prave narave pojavov. To vodi do odstranitve nečistosti, realizacije dharme ter do samoprebujenja. Med vadbo pravilne zbranosti mora meditant raziskati in preveriti svoj pravilen pogled. Med tem procesom se bo pojavilo pravo znanje, nato pa še prava osvoboditev. Pali kanon pravilno zbranost razlaga tako:
In kaj je prava zbranost?
(i) Tukaj menih, ki se je dvignil nad čutna hrepenenja, nad omadeževane misli, doseže in biva v prvi meditativni absorpciji (džhana) — nenavezanosti — ki se rodi in ki jo spremljajo usmerjena misel, nepretrgana misel, zamaknjenost in blaženost.
(ii) Z umiritvijo usmerjenih in nepretrganih misli doseže in biva v drugi džhani — notranji spokojnosti — ki je združitev (uma) brez usmerjenih in nepretrganih misli in ki je radostna in blažena.
(iii) Z nenavezanostjo na radost biva v ravnodušju, pozoren in z jasnim razumevanje ter uživa v blaženosti telesa in doseže in biva v tretji džhani, ki jo plemeniti (arije) imenujejo »bivanje v ravnodušju, zavedanju in blaženosti«.
(iv) Z odpovedjo blaženosti in trpljenju, z izginotjem radosti in gorja, doseže in biva v četrti džhani, ki ni niti trpljenje niti blaženost in ki je čistost ravnodušja in zavedanja.

To je pravilna zbranost.
Čeprav je ta razlaga namenjena menihom, velja tudi za nune, lahko pa ji sledijo tudi laiki obeh spolov.
Po mnenju Pali kanona in Kitajskega kanona je pravilna zbranost odvisna od razvijanja predhodnih faktorjev plemenite osemčlene poti:
Blaženi je rekel: »In kaj, menihi, je plemenita pravilna zbranost s podpornimi in prepisanimi pogoji? Vsaka enotnost opremljena s temi sedmimi faktorji — pravilen pogled, pravilen namen, pravilen govor, pravilno delovanje, pravilen način življenja, pravilen trud in pravilno zavedanje — se imenuje pravilna zbranost s podpornimi in prepisanimi pogoji.«— Maha-cattarisaka sutta

## Pridobljeni faktorji
V Mahācattārīsaka sutti, ki se nahaja v Kitajskem in Pali kanonu, Buda razlaga, da vadba plemenite osemčlene poti vodi do razvoja dveh nadaljnih faktorjev: pravo znanje ali vpogled (sammā-ñāṇa) in prava osvoboditev ali odrešitev (sammā-vimutti). Ta dva faktorja spadata v kategorijo modrosti (paññā).

### Pravo znanje in prava osvoboditev
Imeti pravo znanje pomeni videti stvari, preko neposrednega izkustva, take kot resnično so in ne kot se zdijo ali kot jih želimo videti. Plod pravega znanja je deseti faktor: prava osvoboditev.
Ta dva faktorja sta končni rezultat pravilne vadbe plemenite osemčlene poti in se pojavita med vadbo prave zbranosti. Prvi faktor, ki se pojavi, je pravo znanje: od tu vznikne globok vpogled v najvišjo resničnost. Zadnji faktor pa je prava osvoboditev: tu se zgodi samoprebujenje, ko posameznik doseže vrhunec svoje prakse.

## Plemenita osemčlena pot in kognitivna psihologija
V eseju Budizem se sreča z zahodno znanostjo Gay Watson razlaga:
Budizem se je vedno ukvarjal z občutki, čustvi in z zavedanjem. Buda poudarja tako kognitivne kot tudi čustvene vzroke za trpljenje. Čustveni vzrok je hrepenenje in njegovo negativno nasprotje, odpor. Kognitivni vzrok je nepoznavanje kako se stvari resnično pojavljajo ali pa nepoznavanje treh znamenj obstoja: da so vse stvari nezadovoljive, minljive in brez vrojene identitete.
Iz psihološkega stališča je plemenita osemčlena pot poizkus spremembe miselnih in vedenjskih vzorcev. Zaradi tega vzroka je prvi element poti pravilno razumevanja sammā-diṭṭhi), ki predstavlja posameznikov pogled na svet. Pri podrazdelitvi plemenite osemčlene poti, kjer se nahaja modrost (paññā) je pogled na svet globoko povezan z drugim elementov, pravilnim namenom (sammā-saṅkappa), ki zadeva miselne vzorce in namero, ki nadzoruje posameznikova dejanja. Te elemente je mogoče videti v praksi v otvoritvenih verzih 'Dhammapade. Plemenita osemčlena pot je tudi četrta plemenita resnica.
Pred vsemi izkustvi je um,
 vodi jih um,
 ustvarja jih um.

Govori ali ravnaj s sprevrženim umom
 in trpljenje ti bo sledilo,

kot kolo voza sledi kopitom vola.
Pred vsemi izkustvi je um,
 vodi jih um,
 ustvarja jih um.

Govori ali ravnaj z umirjenim umom
 in sreča ti bo sledila,

kot senca, ki te nikoli ne zapusti.— Zvočni posnetek / Zvočni vir
S spremembo popačenega pogleda na svet in z menjavo »omadeževanega zaznavanja« z »umirjenim zaznavanjem« lahko olajšamo trpljenje. Watson to razlaga iz psihološkega vidika:
Raziskave so pokazale da ponavljajoča se dejanja, učenje in pomnjenje dejansko lahko fizično spremeni živčni sistem in predrugači sinaptično moč in povezave. Do takih sprememb lahko privede razvijanje čustev in dejanj; le-ta pa bodo spremenila sledeče izkustvo.